# Kočine
Kočine (Servisch cyrillisch Кочине) is een plaats in de Servische gemeente Brus. De plaats telt 107 inwoners (2002).